# Resol (Unternehmen)
Resol (offiziell vollständig RESOL – Elektronische Regelungen GmbH) ist ein Unternehmen der Solarthermiebranche mit Sitz in Hattingen. Es stellt vor allem Regelgeräte für solarthermische Anlagen, aber auch für konventionelle Heizsysteme her. Dazu kommen Komplettstationen für Solaranlagen, Frischwasserstationen sowie Zusatzmodule und verschiedenes Zubehör. Das Unternehmen ist zu 100 % im Besitz des Gründers Rudolf Pfeil.

## Geschichte
Das Unternehmen wurde 1977 in Hattingen gegründet und begann mit dem Bau von Solarreglern in den Privaträumen des Gründers. Nach einigen Jahren wurde der Firmensitz in das benachbarte Sprockhövel verlegt, 1998 wurde ein Neubau im Industriegebiet Ludwigstal II in Hattingen-Holthausen bezogen. 2007 folgte ein weiterer Neubau, Mitte 2009 wurde ein Anbau zum ersten Werk eröffnet. Die Gesamtfläche beträgt nun 6600 m².
Resol hat zurzeit 160 Mitarbeiter, der Gesamtumsatz lag 2008 bei 29 Mio. Euro (Stand: 2009).

## Wachstum durch Prozessmanagement
In den 32 Jahren seit der Gründung ist Resol vom Kleinstunternehmen zum Weltmarktführer (Quelle: Sun & Wind Energy Marktübersicht, Ausgabe 2/2007) mit 160 Mitarbeitern angewachsen. Besonders in den letzten Jahren zog das Wachstum enorm an, was im Jahr 2008 zu einem Rekord-Umsatzwachstum von nahezu 80 % führte.
Ermöglicht wurde diese Entwicklung auch durch ein intensives Prozessmanagement, das im Jahr 2005 erstmals implementiert wurde. Mit Hilfe eines Beratungsunternehmens, das sich der Umstellung auf ein synchrones Produktionssystem in Anlehnung an das Toyota-Produktionssystem verschrieben hat, wurde die Fertigungsabteilung von einer Manufaktur auf einen effizient und flexibel arbeitenden Industriebetrieb umgestellt. Prozessketten wurden verschlankt, Arbeitsplatzlayouts radikal verändert und die Durchlaufzeiten somit enorm reduziert. Seit der Einführung des synchronen Produktionssystems hat sich der Umsatz von Resol mehr als vervierfacht.

## Standorte
Forschung, Entwicklung, Fertigung und Administration finden am Hauptstandort in Hattingen statt. Resol hat Niederlassungen in Frankreich und Spanien sowie weltweite Vertriebspartner.
Aufgrund zahlreicher strategischer Partnerschaften mit Unternehmen, die Resol-Produkte unter ihrem eigenen Namen als OEM-Kunden vertreiben, sind die Regler der Hattinger Firma heute in über 50 Ländern weltweit zu finden.

## Auszeichnungen
Für herausragendes Engagement bei der Erzeugung und Nutzung von Solarenergie verlieh die Initiative Solar-Unternehmen 2001+ Resol im Jahr 2000 den Titel „Solar-Unternehmen 2000“.
2001 erhielt das Unternehmen den IF Design Award für die Solarstation FlowCon Pro. Im Jahr 2008 ging die Auszeichnung erneut an Resol, diesmal für die Solarstation FlowCon D.
Die Solarstation FlowCon Pro erhielt auch den Design Plus Award der ISH.
Verschiedene Resol-Produkte erhielten im Laufe der Jahre den Red Dot Design Award des Design Zentrums Nordrhein-Westfalen, so beispielsweise die Solarregler RS600 MIDI und DeltaSol A sowie die Solarstation FlowCon S.
Auf der Münchener Messe Intersolar im Mai 2009 erhielt die neu entwickelte Solarstation FlowCon Sensor von Resol den Intersolar Award der Kategorie Solarthermie.